# Chris Watson
John Christian ”Chris” Watson, född 9 april 1867, död 18 november 1941, var Australiens tredje premiärminister. Han var den första premiärministern från Australiens arbetarparti och den första premiärministern i världen från ett arbetarparti. Han valdes in i parlamentet i Australiens första federala val i mars 1901. Arbetarpartiets parlamentariska nomineringsmöte valde honom till konstituerande gruppledare för Arbetarpartiet den 8 maj 1901, precis lagom till parlamentets första sammanträde. Hans tid vid makten blev kort – endast fyra månader, från april till augusti 1904. Enligt Percival Serle ”satte Watson ett mycket större avtryck i sin tid än detta (den korta tiden vid makten) pekar på. Han kom vid rätt tidpunkt för sitt parti och ingenting kunde ha gjort mer gott än den uppriktighet, artighet och måttfullhet han alltid visade som ledare.” Han drog sig tillbaka från parlamentet 1907.

## Bakgrund
Watson hävdade att hans far var en brittisk sjöman vid namn George Watson. Källorna talar dock emot detta. De pekar i riktningen att Watsons far var en chilensk medborgare av tysk härkomst, Johan Cristian Tanck, och att Watson föddes i Valparaíso i Chile (möjligen ombord på ett fartyg i hamnen). Källorna tyder också på att hans mor, Martha Minchin, var från Nya Zeeland och att hon hade gift sig med Tanck i Nya Zeeland och sedan gått till sjöss tillsammans med honom. Hans föräldrar separerade 1868 och 1869 gifte hans mor om sig med George Watson, vars efternamn den unge Chris antog. Inga av dessa fakta kom till allmänhetens kännedom förrän efter Watsons död. Watson är Australiens ende premiärminister som inte är född i Australien eller Storbritannien.
Watson gick i skolan i Oamaru i Nya Zeeland och antogs vid tretton års som tryckerilärling. Han flyttade till Sydney 1886 för att bättra på sina utkomstmöjligheter. Han fick anställning som sättare vid flera olika tidningar. Genom denna närhet till tidningar, böcker och författare fördjupade han sin utbildning och utvecklade ett intresse för politik.

## Fackföreningsaktivitet och delstatspolitik

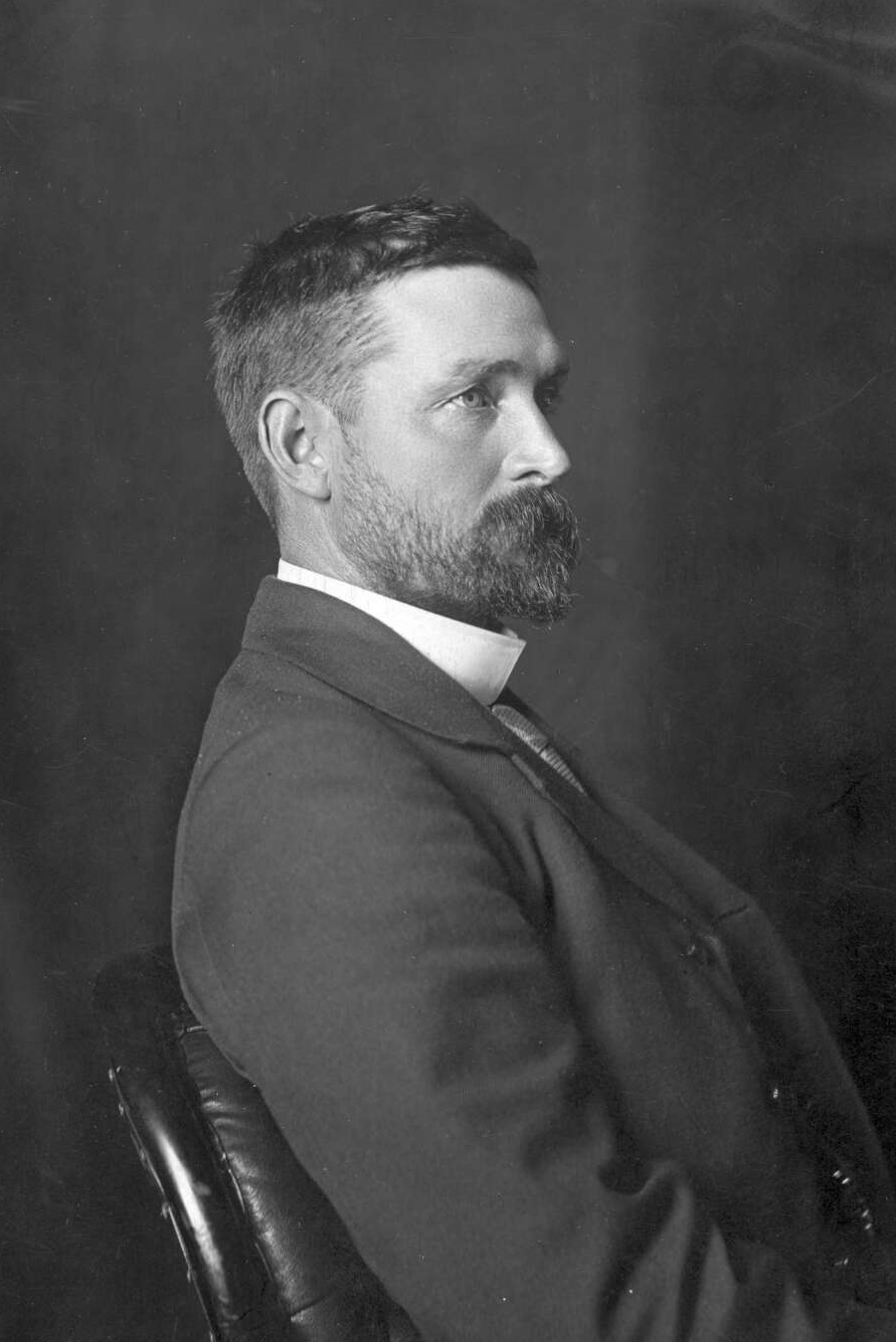
Porträtt av John Christian Watson

Watson var med och grundade New South Wales Labor Party 1891. Han var aktiv i fackföreningen och blev vice ordförande för Sydney Trades and Labour Council (Nya Sydwales landsorganisation) i januari 1892. I juni 1892 löste han en tvist emellan fackföreningsrörelsen och partiet vilket ledde till att han blev ordförande i Trade and Labour Council och i partiet. Under 1893 and 1894 ansträngde han sig mycket för att lösa frågan om solidaritetsförpliktelse och upprätta Labor-partiets principer, inklusive partikongressens överhöghet, lojalitet mot partigruppen, parlamentsledamöters obligatoriska förpliktelser och den utomparlamentariska verkställande maktens stora betydelse. Watson valdes in i Nya Sydwales lagstiftande församling för valkretsen Young. På den här tiden drev Arbetarpartiet en ”stöd i utbyte mot eftergifter”-linje, varför Watson och hans partikamrater röstade för att behålla sir George Houstoun Reid från Free Trade Party som premiärminister. Efter 1898 års val bestämde Watson och arbetarledaren James McGowen sig för att behålla regeringen Reid för att den skulle kunna fullföra etablerandet av det australiska statsförbundet.

## Australiska statsförbundet

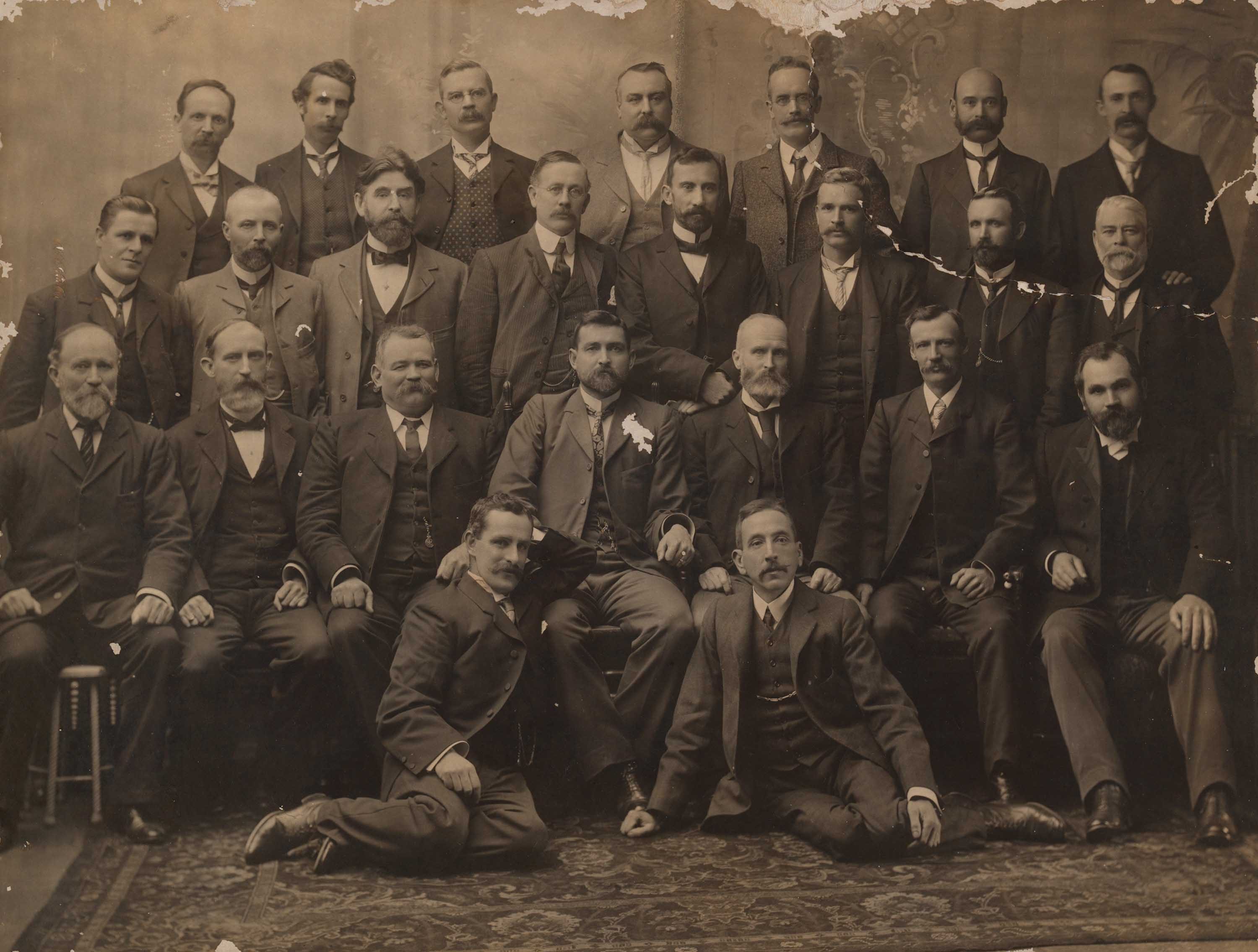
Gruppbild på alla federala parlamentsledamöter för Arbetarpartiet vid invigningen 1901, däribland Watson, Andrew Fisher, Billy Hughes och Frank Tudor.

Från och med 1865 bidrog Watson till att forma partiets linje gällande statsförbundsrörelsen, och han var en av tio arbetarpartikandidater som var nominerade till det australasiatiska statsförbundskonventet 4 mars 1897, varav ingen förvisso blev vald. Partiet nödgades stödja statsförbundet, dock kom de att anse att utkastet till grundlag var odemokratiskt, då de trodde att senaten, enligt förslaget, skulle få alltför mycket makt, liknande de reformfientliga koloniala delstatsöverhusen och det brittiska överhuset. När förslaget undergick folkomröstning 3 juni 1898, opponerade Arbetarpartiet sig emot det, med Watson framträdande i kampanjen, och såg folkomröstningen gå deras väg.
Watson var en hängiven anhängare av idén om folkomröstningsinstitutet som framtidens demokratiska ideal. För att försäkra att Reid slutligen kunde föra Nya Sydwales in en nationell union genom ett reviderat grundlagsförslag, hjälpte Watson till med att förhandla fram en uppgörelse, som bland annat innebar att fyra arbetarpartister nominerades till det lagstiftande rådet. På den årliga partikongressen i mars 1899 agerade Hughes och Holman för att upphäva den förlikningen och ändra partiets hållning i statsförbundsfrågan, för att därigenom omintetgöra Reids planer. Watson blev för en gångs skull arg  – han ”rusade upp på ett högst uppjagat maner och, på ett hetlevrat sätt, … hävdade … att de inte skulle lägga sig i folkomröstningen”. Motionen avslogs. De fyra partimedlemmarna nominerades till rådet den 4 april och propositionen om en andra folkomröstning, som skulle hållas den 20 juni, bifölls den 20 april.
Arbetarpartiet, inklusive Watson, förhöll sig i opposition mot de slutgiltiga bestämmelserna i statsförbundets grundlag. Deras röster räckte emellertid inte till för att förhindra dem och till skillnad från Holman och Hughes ansåg han att frågan om grundlagen borde bli föremål för en folkomröstning. I likhet med Arbetarpartiets övriga parlamentariker, sånär som på två stycken, förde Watson en kampanj mot ja-sidan i folkomröstningen. När grundlagen senare ändå vann folkets stöd, medgav Watson att ”flertalets mandat måste åtlydas”. Watson gav väsentliga bidrag till detta demokratiska beslut.
Watson drev en framgångsrik kampanj i parlamentsvalet 1901 och fick en plats där för landsbygdsdistriktet Bland.
När han i maj 1901 anlände till det tillfälliga regeringssätet i Melbourne blev Watson vald till gruppledare för Arbetarpartiet i parlamentet. Detta skedde den 8 maj 1901, dagen före parlamentets öppnande.
McGowen hade misslyckats med att bli vald till parlamentet och den andra prominenta parlamentsledamoten från New South Wales, Hughes, hade för många fiender. Watson, trots att han var en kompromisskandidat, lyckades snart etablera sin ledarauktoritet.
I det federala parlamentet, där Arbetarpartiet var tungan-på-vågen trots att det var det minsta av de tre partierna, drev Watson samma politik som partiet hade gjort i det tidigare koloniala parlamentet. Han stödde Protektionistparti-regeringarna under Edmund Barton och Alfred Deakin i utbyte mot lagstiftning som var i linje med Arbetarpartiets politiska plattform.
Watson, i egenskap av ”Labour moderate”, kände en genuin beundran för Deakin och delade den senares liberala åsikter i många avseenden. Dessa känslor var ömsesidiga. Deakin skrev i en anonym artikel i en Londontidning: ”Arbetarpartiet har stora skäl att känns tacksamhet mot Watson, den ledare vars takt och omdöme har möjliggjort många av partiets parlamentariska framgångar”.

## Premiärminister 1904

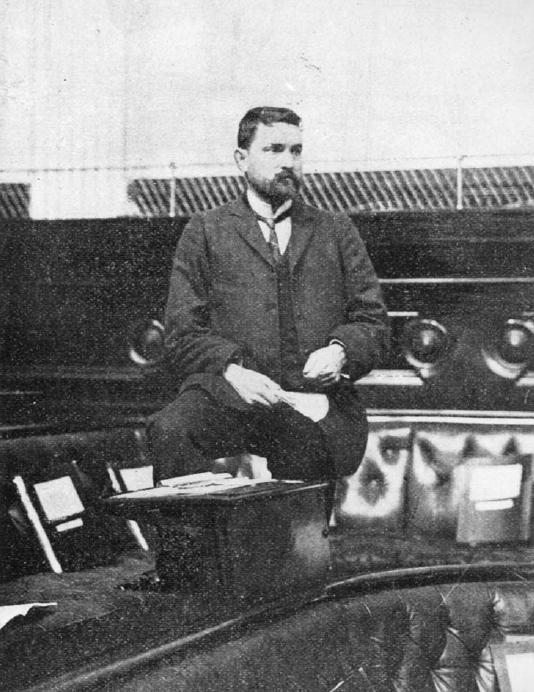
Watson i Representanthusets kammare i Australiens parlament (1902)

Under Watson mer än fördubblade Arbetarpartiet röstandelen i 1903 års val och behöll rollen som tungan på vågen. I april 1904 blev dock Watson och Deakin osams i frågan om utvidga arbetsmarknadslagstiftningen, beträffande förliknings- och medlingslagförslaget, att även gälla delstatsoffentliganställda; missämjan fick Deakin att avgå. Ledaren för Frihandelspartiet, George Reid, avstod från att tillträda befattningen, vilket ledde till att Watson blev Australiens första arbetarpremiärminister; han var blott 37 år gammal, och är fortfarande den yngsta premiärminister i Australiens historia.
Billy Hughes har i efterhand återberättat sitt minne av det första sammanträdet med arbetarkabinettet, med en för honom typisk skarpsinnighet:
| ” | Mr Watson, den nye premiärministern, trädde in i rummet och satte sig vid bordets högsäte. Allas blickar var fastnaglade på honom; det hade varit värt att gå flera mil för att få se honom. Han hade klätt sig för rollen: skägget var fint ansat, hans ymniga bruna hår slätborstat. Jacketten och västen framhävde hans mörka, randiga byxor, som var vackert veckade och diskret avslöjade sådana strumpor som unga män drömmer om, med matchande skor till. Han var idealbilden av statsmannen, ledaren. | „ |

Trots den nye premiärministerns uppenbara duglighet för rollen, hängde regeringen på en skör tråd bestående av Deakins löfte om fair play. Den historiska första australiensiska arbetarregeringens triumf dämpades av att den inte hade mandat nog att genomföra sina huvudidéer. Bristen på ett tydligt flertal i parlamentet efter det andra federala valet förföljde Watson, precis som det hade förföljt Deakin. Sex lagförslag antogs under Watsons kortvariga regering. Alla utom en – en modifierad Acts Interpretation Act 1904 – gällde skatter eller statsutgifter. Regeringen Watsons betydelsefulla gärning var befrämjandet av den besvärliga förliknings- och medlingslagen, som inte gick igenom. Warson förlorade premiärministerbefattningen efter kortare tid än fyra månader på posten (Deakin led senare nederlag med samma lagförslag).
Fastän Watson sökte upplösa parlamentet så att nyval kunde hållas, vägrade generalguvernören, Henry Northcote, göra detta. Oförmögen att kunna uppbringa flertal i Representanthuset (den undre kammaren), lämnade Watson premiärministerämbetet 18 augusti 1904 och efterträddes av Frihandelspartiets ledare, George Reid.
Watson ledde Arbetarpartiet till 1906 års parlamentsval och förbättrade ånyo dess ställning. I detta val hade valkretsen Bland avskaffats, varför han bytte till valkretsen South Sydney. I oktober 1907 avgick han dock som partiledare, mest på grund av hustrun Adas insjuknande, och ersattes av Andrew Fisher. Vid 1910 års val, då Fischer slog Deakin med god marginal, lämnade han politiken vid endast 42 års ålder.

## Tiden efter politiken

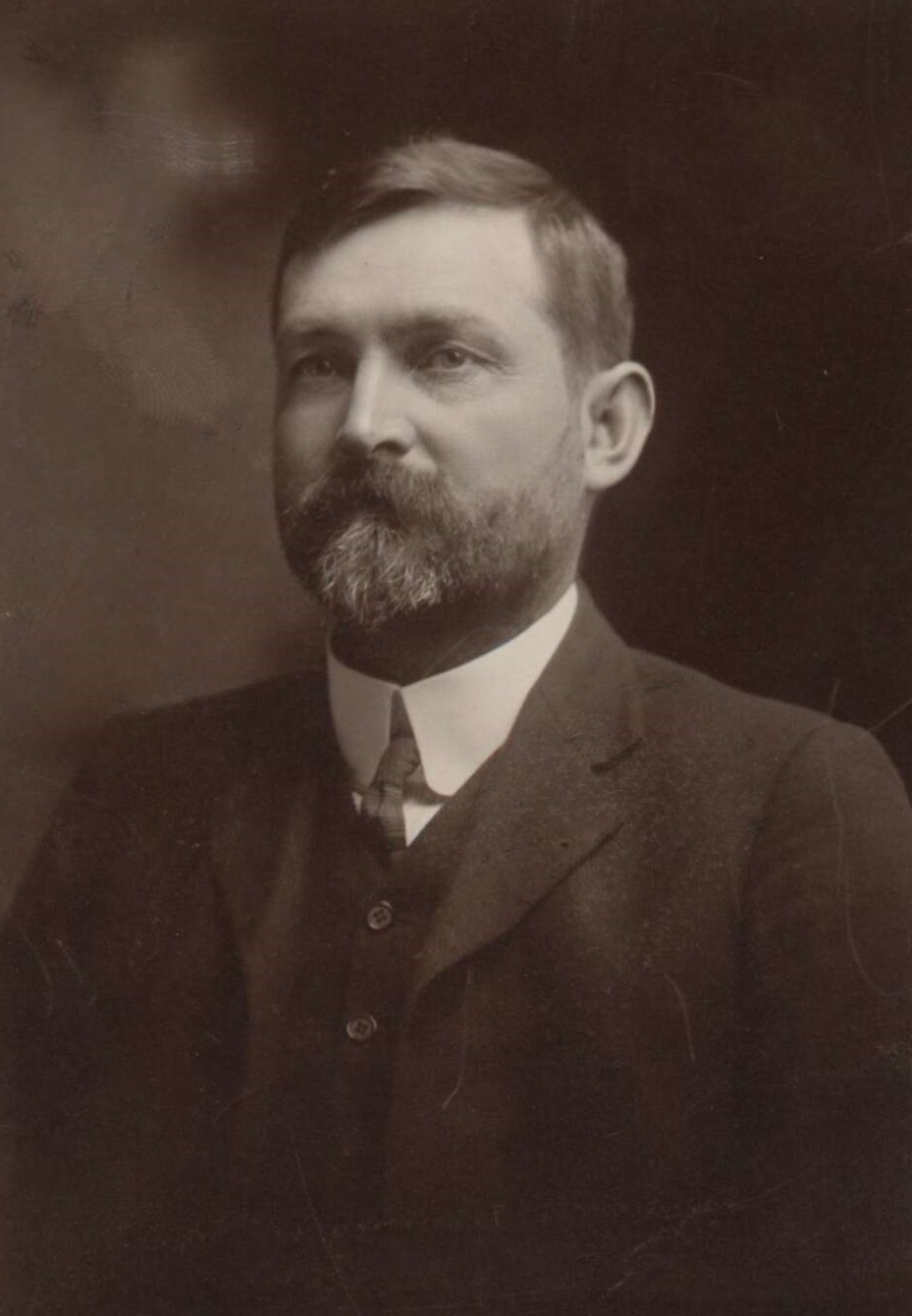
Watson vid 41 års ålder (1908)

Watson fortsatte att arbeta för Arbetarpartiet utanför parlamentet; han blev direktör för Labor Papers Ltd, som utgav Australian Workers Unions tidning The Worker. Han ägnade sig också åt affärer och var därtill parlamentslobbyist. Emellertid splittrades partiet på frågan om soldatutskrivningen till första världskriget, och Watson ställning för Hughes och de övriga förespråkarna. Han förblev aktiv i Hughes Nationalist Party of Australia till 1922, men kom därefter att helt driva bort från politiken.
Watson hängav resten av sitt liv åt affärer. Han deltog i grundandet av National Roads and Motorists Association och förblev dess ordförande till sin död. Han grundade även Australian Motorists Petrol Co Ltd (Ampol). Hans hustru Ada dog 1921.
Den 30 oktober 1925 äktade Watson Antonia Mary Gladys Dowlan i samma kyrka vari han 36 år tidigare hade äktat Ada. Hans andra fru var en 23 år gammal servitris från Västaustralien vilken han hade träffat då hon betjänat hans bord i Commercial Travellers’ Club som han plägade besöka under sina vistelser i Sydney. Han och Antonia fick en dotter, Jacqueline. Watson avled i sitt hem i Sydneyförorten Double Bay.

## Fotnoter
1. ↑  Chris Watson Arkiverad 30 november 2011 hämtat från the Wayback Machine. på Project Gutenberg
2. 1 2 3 4 5  Bede Nairn. ”Watson, John Christian (1867 - 1941) Biographical Entry”. Australian Dictionary of Biography Online Edition. Arkiverad från originalet den 20 juni 2013. https://web.archive.org/web/20130620011031/http://adb.anu.edu.au/biography/watson-john-christian-chris-9003. Läst 16 april 2008.
3. ↑  ”Australia's Prime Ministers – Meet a PM – Watson”. National Archives of Australia. Arkiverad från originalet den 21 juli 2008. https://web.archive.org/web/20080721094954/http://primeministers.naa.gov.au/meetpm.asp?pmId=4&pageName=before.
4. ↑  ”Mr (Chris) John Christian Watson (1867 - 1941)”. Members of Parliament. Parliament of New South Wales. Arkiverad från originalet den 29 september 2007. https://web.archive.org/web/20070929101854/http://www.parliament.nsw.gov.au/prod/parlment/members.nsf/1fb6ebed995667c2ca256ea100825164/5ddc2d9de9c5aa4cca256e6300048d52%21OpenDocument. Läst 29 maj 2007.

- Wikimedia Commons har media som rör Chris Watson.